# アプレ州
座標: 北緯7度54分 西経67度28分 / 北緯7.900度 西経67.467度
アプレ州（アプレしゅう、スペイン語: Estado Apure、IPA: [esˈtaðo aˈpuɾe]）は、ベネズエラの州。州都はサン・フェルナンド・デ・アプレである。
2019年時点で7万6500平方キロに61万8,400人（推計）が暮らす。

## 隣接州
- タチラ州
- バリナス州
- グアリコ州
- ボリバル州
- ビチャーダ県
- アラウカ県
- ボヤカ県
- ノルテ・デ・サンタンデール県

## 下位行政区
1. アチャグアス (Achaguas)
2. ビルアーカ (Biruaca)
3. ムーニョス (Muñoz)
4. パエス (Páez)
5. ペドロ・カメーホ (Pedro Camejo)
6. ロムロ・ガジェーゴス (Rómulo Gallegos)
7. サン・フェルナンド (San Fernando)